# Elaphidion lanatum
Elaphidion lanatum là một loài bọ cánh cứng trong họ Cerambycidae.